# دوري كرة القاعدة الرئيسي 1988
دوري كرة القاعدة الرئيسي 1988 (بالإنجليزية: 1988 Major League Baseball season)‏ هو الموسم 86 من  دوري كرة القاعدة الرئيسي. أقيم خلال الفترة 1988 وحتى 20 أكتوبر 1988، وكان عدد الأندية المشاركة فيه  26، وفاز فيه لوس أنجلوس دودجرز.